# Édessa (Grèce)
Cet article concerne la ville de Macédoine. Pour les autres villes portant ce nom, voir Édesse.
Édessa ou Édesse (en grec Ἔδεσσα / Édessa, en turc Vodina) est une ville grecque de Macédoine, la capitale du district régional de Pella (25 000 habitants)
Fondée sur des formations travertineuses (concrétions carbonatées), elle est connue dans l'ensemble de la Grèce pour ses chutes d'eau impressionnantes.
Depuis le début du XXe siècle, Édesse est reliée par le rail à Thessalonique (ligne à voie étroite desservant Bérée, Flórina et Kozani).
Le village de Rizári est situé dans la banlieue de la ville, à sept kilomètres à l'ouest.

## Nom

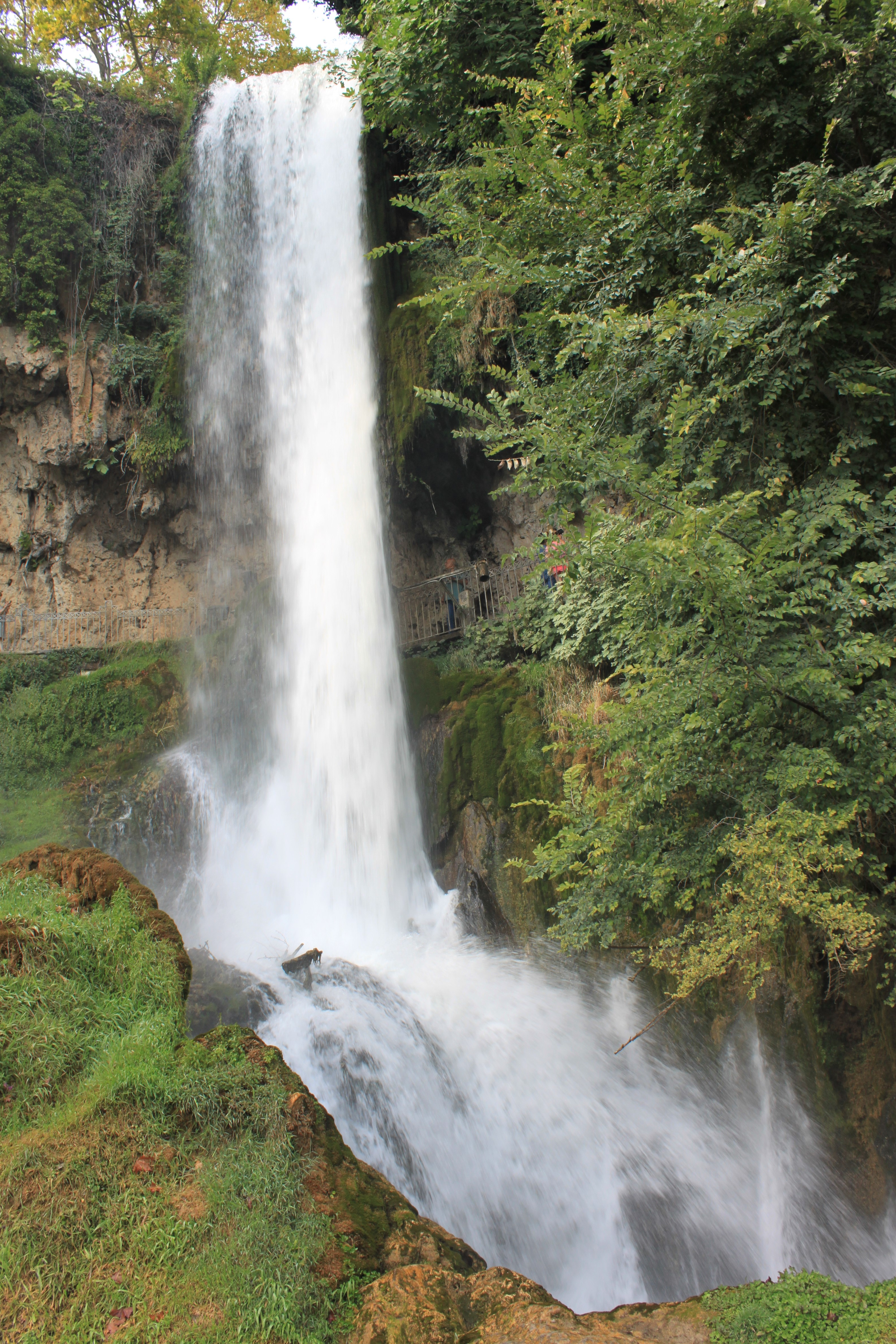
Cascade d'Édesse

Édesse, nom thrace antique signifiant « cascade », encore en usage côté grec en 1340 lors du siège de cette ville par Jean VI Cantacuzène, a été remis en usage en 1930 par le gouvernement grec ; elle a aussi porté, depuis le Moyen Âge, le nom slave de Vodéna (Водьнъ « les eaux »).

## Histoire

### Antiquité
Édesse fait ainsi partie des rares grandes villes de Macédoine à avoir connu une occupation continue depuis l'Antiquité. Elle fut considérée comme l'ancienne capitale de la Macédoine et A. Delacoulonche, qui la visita en 1858, y vit de rares vestiges archéologiques. C'était la principale cité d'Émathie, province du royaume de Macédoine. Édesse devient romaine en 148 av. J.-C. tout en restant culturellement hellénique. Les vestiges de la ville antique se trouvent aujourd'hui à environ un kilomètre à l'est du centre-ville moderne situé sur les hauteurs (40° 47′ 49″ N, 22° 03′ 27″ E
).
En 395, les Wisigoths ravagent Édesse, avant de se diriger vers le Péloponnèse, l'Épire, puis la Dalmatie et l'Italie. La population se réfugie sur les piémonts proches. Les Romains la reconstruisent et établissent une « préfecture prétorienne » (ὑπαρχία τῶν πραιτωρίων) d'Illyrie (Ἐπαρχότης Ἰλλυρικοῦ), qui subsiste après la division de l'Empire romain en cette même année 395.

### Moyen Âge
En 610, après deux siècles de paix, ce sont les tribus slaves qui s'installent autour d'Édesse où elles s'organisent en Sklavinies (petits duchés autonomes). Ce sont elles qui l'appellent Vodina (Водьнъ). Les autorités impériales, qui à ce moment sont aux prises avec les Perses sassanides à l'est et les Avars au nord, préfèrent considérer ces Slaves comme des vassaux et des alliés en Grèce, plutôt que de les voir se joindre aux Avars pour piller l'Empire, comme c'était le cas sur le Danube. Petit-à-petit, une partie des nombreux Slaves établis autour d'Édesse et dans la ville même, s'hellénisent. L'Empire romain d'Orient (que nous appelons « byzantin ») institue alors des « thèmes », préfectures à la fois civiles et militaires : la ville fait partie de celui de Thessalonique.
Au nord-ouest, l'Empire fait désormais face à un nouvel État qui regroupe les Slaves, les Valaques et les Grecs de l'intérieur des terres de la péninsule des Balkans : la Bulgarie. Les fréquentes escarmouches et les guerres entre cet État et l'Empire, s'achèvent par l'annexion d'Édesse, désormais Vodéna, par la Bulgarie. Mais en 1018, au terme d'une guerre longue et sanglante, l'empereur grec Basile II parvient à reconquérir la péninsule des Balkans en anéantissant la Bulgarie. Cela provoque de grands déplacements de populations, et notamment des Valaques de Bulgarie qui se dispersent : une partie d'entre eux migre vers la Transylvanie où ils grossissent les rangs de ceux qui s'y trouvaient déjà, mais un grand nombre s'installe en Thessalie qui est alors appelée la « Grande Valachie » (Μεγάλη Βλαχία) par les auteurs byzantins et en Macédoine grecque, où on en trouve encore, entre autres dans les villages d'Émathie. À leur tour, comme les Slaves auparavant, ces Valaques romanophones vont s'helléniser au fil des siècles, Édesse représentant un centre d'hellénisation par ses marchés, ses églises et ses écoles.
Encore deux siècles de paix relative, et ce sont cette fois les « Francs » (Φράγγοι – mot grec désignant les Occidentaux catholiques) qui, lors de la quatrième croisade, s'emparent de Thessalonique : Édesse se trouve alors annexée par le Royaume latin de Salonique créé au profit du magnat italien Boniface de Montferrat, déçu d'avoir dû laisser à Baudouin de Flandre le trône de l'Empire latin de Constantinople. Les « Francs », ou « Latins », asservissent et maltraitent la population grecque, bulgare et valaque, orthodoxe, qui se révolte : après 20 ans d'existence, le royaume des Montferrat s'effondre et la ville est libérée (du point de vue orthodoxe) par le « Regnum Bulgarorum et Valachorum » (royaume des Bulgares et des Valaques selon sa dénomination de l'époque, aujourd'hui appelé « Second Empire bulgare »).
En 1332, Édesse/Vodéna est prise et annexée par Étienne Douchan, l'empereur des Serbes, qui ne la garde que huit ans, après quoi elle revient à l'Empire byzantin sous le règne de Jean VI Cantacuzène. La puissance de l'Empire n'est pourtant plus qu'un souvenir, et la cité, disputée entre Byzance et les boyards serbes et bulgares de Macédoine, tombe aux mains des Turcs ottomans en 1390. Dès lors, l'Empire grec est réduit à sa capitale Constantinople, à Mistra et à quelques îles Égéennes. Quant à Vodéna, elle est intégrée à la province ottomane de Roumélie (Rum-Eli – mot turc signifiant « pays des Romains » : en effet les anciens citoyens byzantins, bien que de langue grecque, s'identifiaient toujours comme « Romains », en grec Ῥωμαίοι).
Comme les « Francs » avant eux, les Turcs mettent en place un système agricole (timars) contraignant pour la population chrétienne, qu'ils soumettent de surcroît à la dîme, à la capitation (haraç) et au devchirmé (παιδομάζωμα : razzia des enfants, pour en faire des janissaires). Vodena est alors un gros bourg typiquement macédonien c'est-à-dire polyglotte et multiculturel, peuplé de Grecs, de Bulgares/Macédoniens (à l'époque, on ne faisait pas encore la distinction), de Turcs, de Juifs romaniotes et de Valaques. Pour échapper aux taxes et au devchirmé, une partie de chaque communauté non-turque passe à l'islam : bulgarophones, ce sont les Pomaques et Torbèches ; romaniotes, ce sont les Avdétis ou Dönmés ; valaques, ce sont les Mégléniotes. On trouvait aussi jadis, autour de Vodéna, des Saracatsanes, bergers nomades aujourd'hui sédentarisés.

### Époque moderne

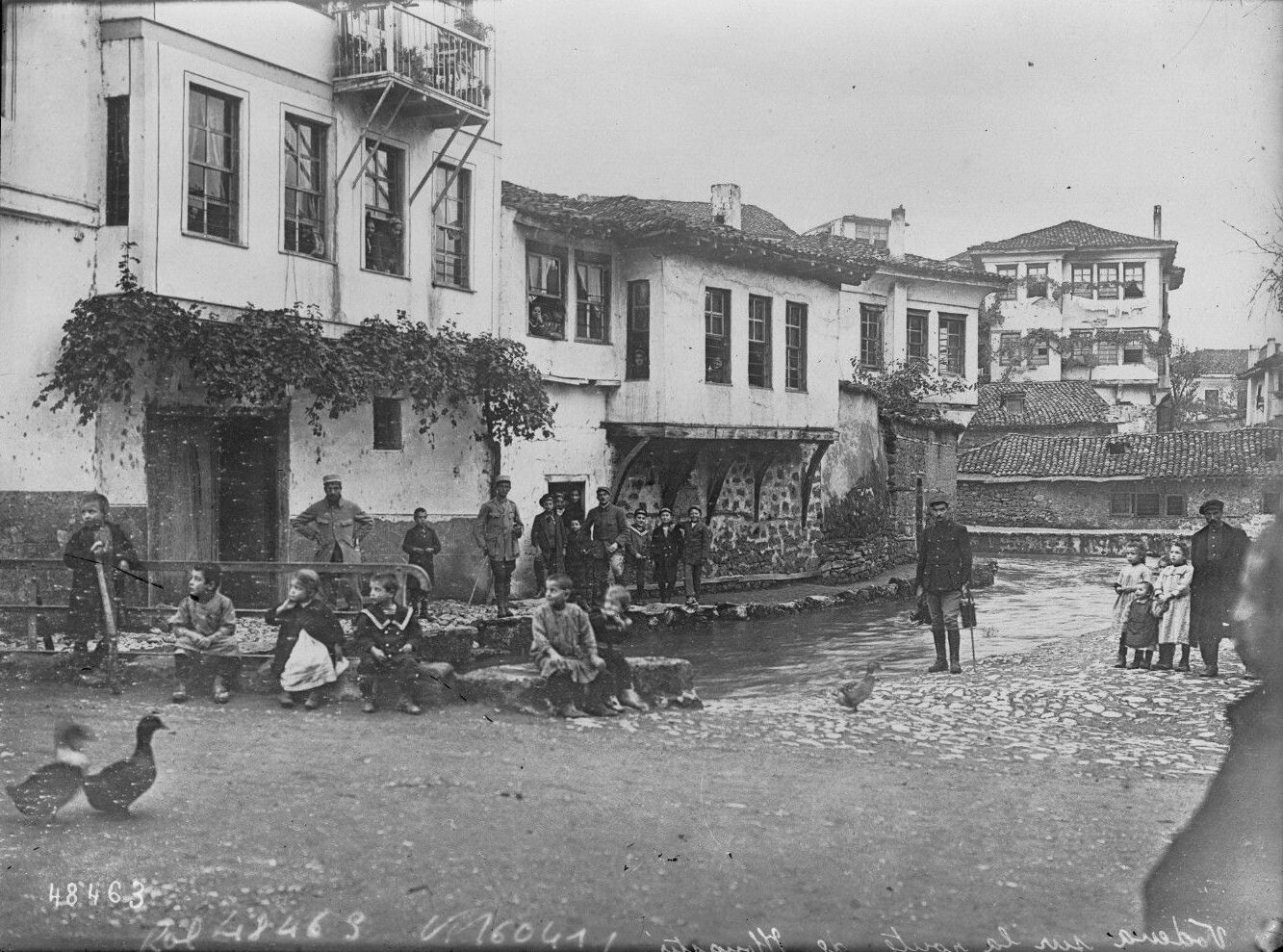
Vue de la ville de Vodená, aujourd'hui connue sous le nom d'Édessa, en 1916.

Les révoltes des chrétiens, fréquentes, sont réprimées dans le sang, et de nombreuses bandes d'insurgés se forment, mi-voleurs (κλέφτες : klephtes ou haïdouks), mi-héros. Au XIXe siècle, klephtes et haïdouks joueront un rôle non négligeable dans les révoltes bulgares et la guerre d'indépendance grecque mais alors que le royaume de Grèce est reconnu en 1832 et l'indépendance de la Bulgarie en 1878, Vodéna reste ottomane encore 80 ans pour être finalement rattachée à la Grèce en 1913, au terme des guerres balkaniques, pendant lesquelles elle fut convoitée et disputée entre Bulgares, Grecs et Serbes.
Les musulmans vodéniotes commencent alors à émigrer vers la Turquie, tandis que des populations grecques venues de ce pays (les Micrasiates), s'y installent. La ville se ré-hellénise et s'étend. Après la « Grande Catastrophe » de 1922-23 et conformément au traité de Lausanne rendant les échanges de populations obligatoires, la quasi-totalité des musulmans quittent Vodéna pour la Turquie et la plupart des Bulgares/Macédoniens pour la Bulgarie : ils sont remplacés par des réfugiés grecs venus de ces pays, dont les descendants forment la majorité des Édessiotes actuels.
Durant la Seconde Guerre mondiale, Édesse fut occupée par la Wehrmacht. Les nazis fusillèrent de nombreux résistants et otages, et déportèrent les juifs grecs.
La ville se relève et s'industrialise dans les années 1950 et 1960, mais la crise financière des années 2010, due à la dérégulation mondiale et aux endettements de la Grèce, remet ces acquis en question.